# Часокуля

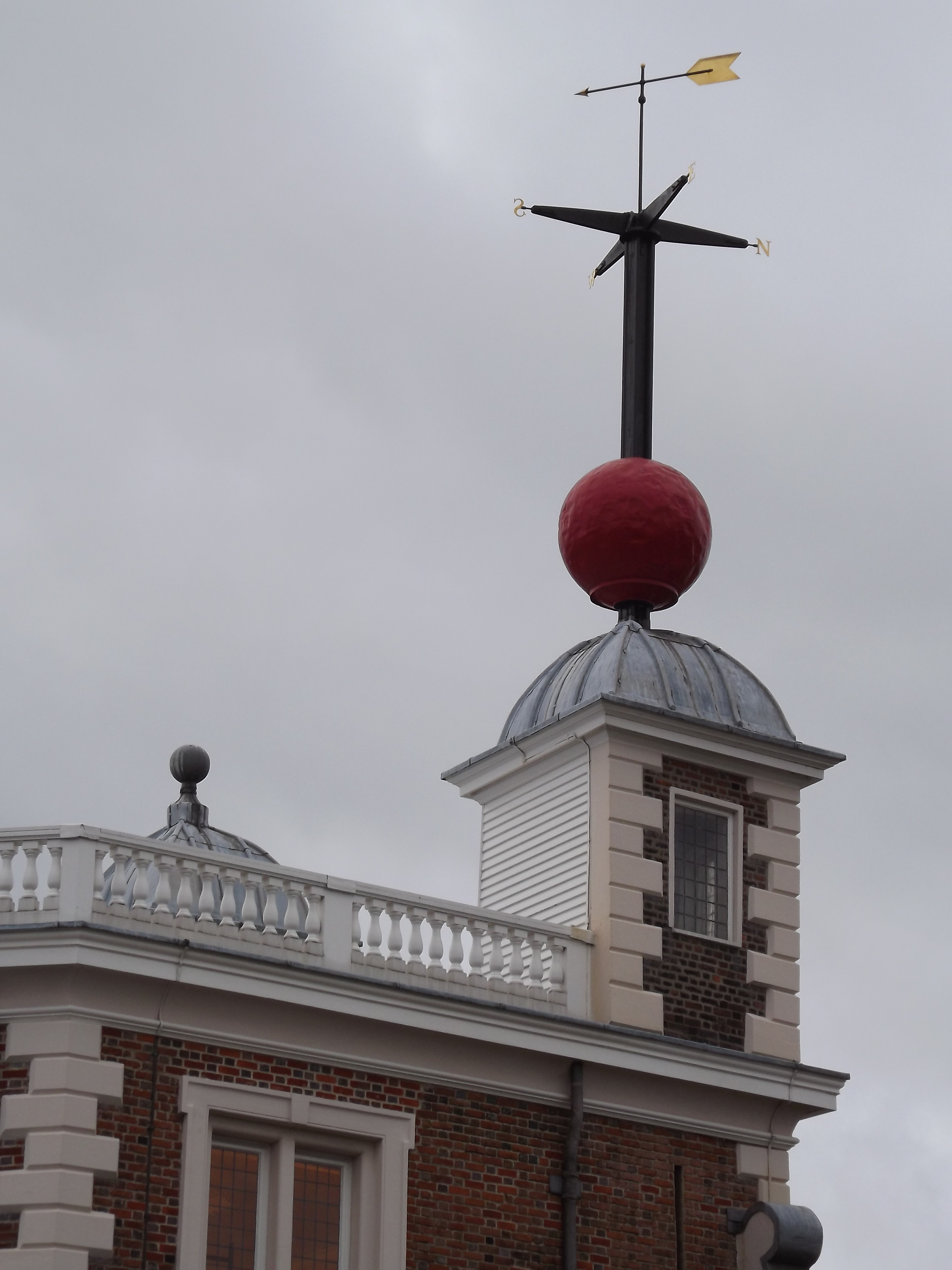
Часова куля на даху Гринвіцької обсерваторії

Часова куля або Часокуля (англ. Time ball або Timeball) — сигнальний пристрій сповіщення точного часу для синхронізації корабельних хронометрів, який складається з вертикальної щогли, великої яскраво пофарбованої дерев'яної або металевої кулі, надягненої на цю щоглу, та спеціального механізму для підйому та скидання кулі вздовж щогли. Часові кулі встановлювалися, як правило, на часокульових вежах та дахах обсерваторій для можливості бачити їх здалеку. Скидання кулі опівдні за Гринвіцьким часом дозволяло морякам синхронізувати свої хронометри, спостерігаючи часокулю прямо з борту корабля, що було необхідним для точного визначення географічних довгот.

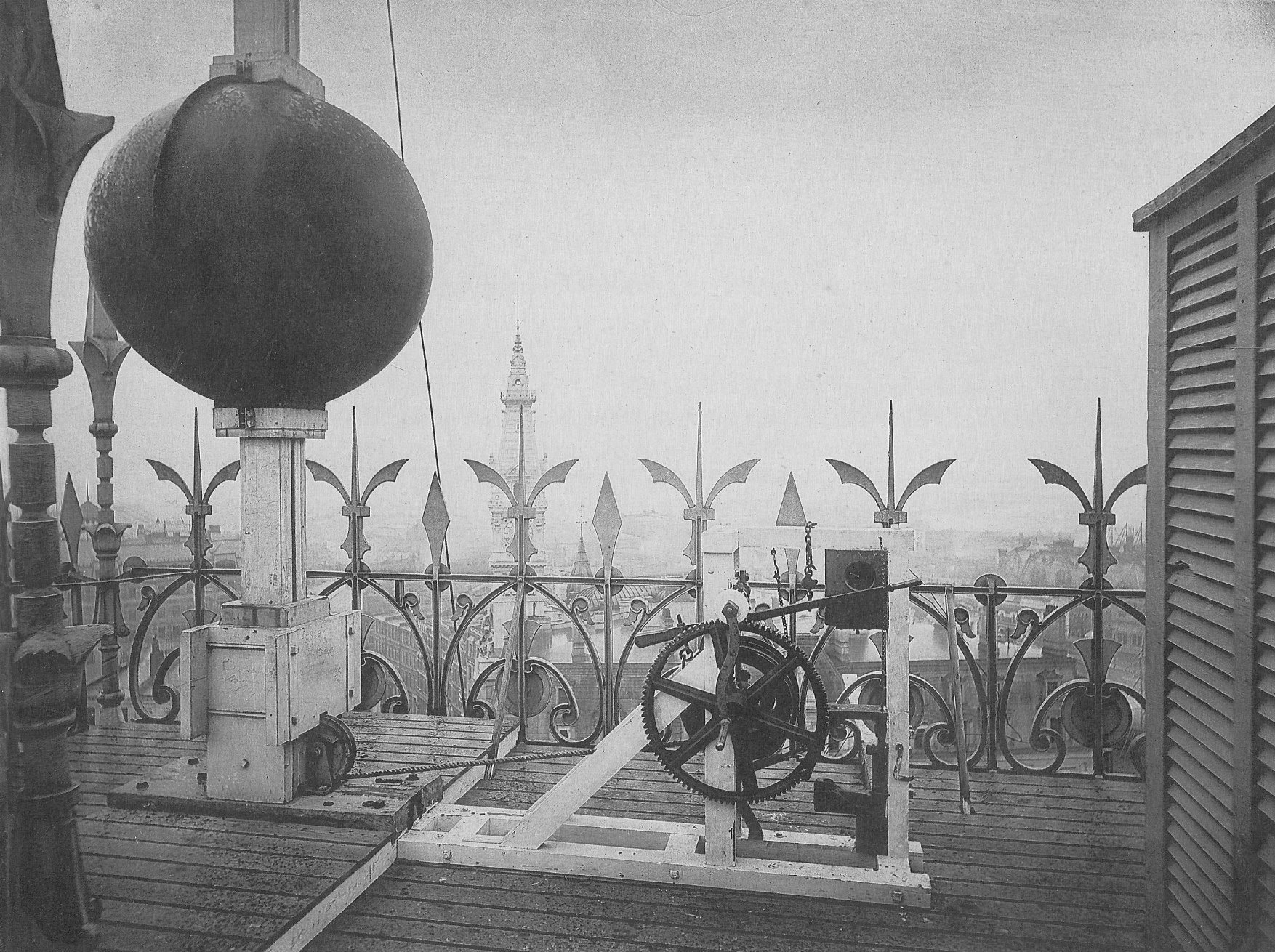
Часокуля у Бостоні

## Історія створення
У 1818 році капітан Британського військово-морського флоту Роберт Воухоуп склав «План точної установки значень хронометрів за миттєвим сигналом», згідно з яким куля падає вздовж щогли, розташованої на даху обсерваторії, з визначеною швидкістю у конкретний час, а саме опівдні за Гринвічем, а спостереження цього сигналу дозволяло морським офіцерам синхронізувати свої хронометри без необхідності полишати кораблі, що значно пришвидшувало процес синхронізації часу для точності визначення географічних довгот.
Першу діючу часокулю було встановлено у 1829 році в англійському місті Портсмут, де знаходилася Військово-морська академія.
Друга часокуля була встановлена на даху Гринвіцької обсерваторії у 1833 році, час за якою синхронізували судна на річці Темза та звичайні лондонці. Щодня о 12 годин 55 хвилин куля піднімається до середини щогли, о 12:58 вона піднімається на саму вершину щогли, рівно о 13:00 куля падає.
Ліверпуль та Единбург були оснащені часовими кулями у 1836 році.
У 1830 році Роберт Воухоуп представив свій винахід американському та французькому послам під час їхнього візиту до Лондона та Ліверпуля. Три місяці потому у Вашингтоні були створені Військово-морський репозиторій та Військово-морська обсерваторія, на даху якої у 1845 році була встановлена перша часокуля у Сполучених Штатах.
З розвитком телеграфного зв'язку з середини ХІХ століття та наступним розвитком передачі сигналів точного часу шляхом радіозв'язку часові кулі втратили свою актуальність та є наразі історичними пам'ятками та атракціонами.

## Часокуля на Таймс-Сквер

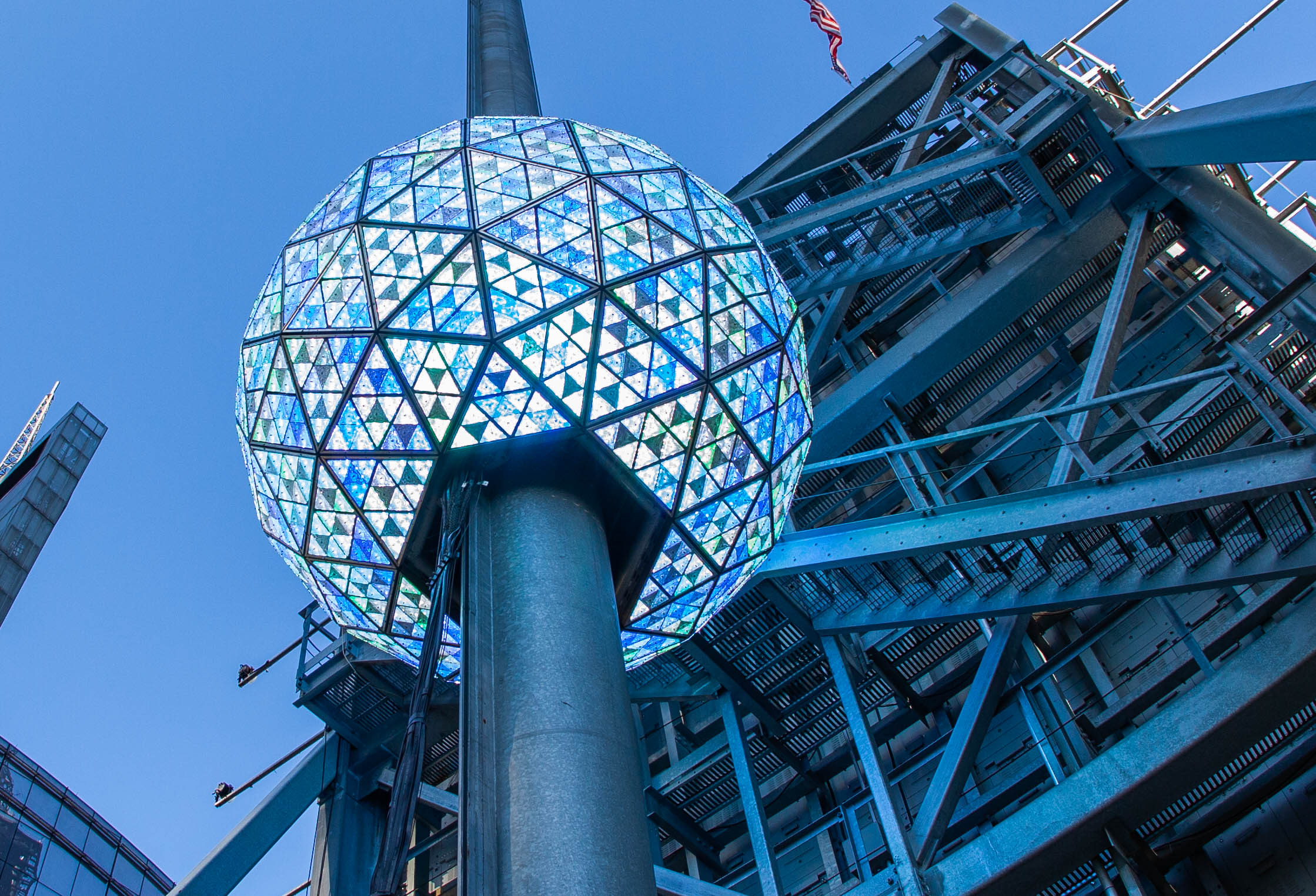
Новорічна часокуля на Таймс-Сквер

Виключенням із загального правила неактуальності часокуль можна вважати часову кулю на Таймс-Сквер у Нью-Йорку.
Власник газети New York Times Адольф Окс у зв'язку з відкриттям у 1904 році хмарочосу Уан Таймс Сквер, в якому розмістився головний офіс газети, та перейменуванням площі Лонг-Акр-Сквер, на якій його збудували, на Таймс-Сквер рекламним трюком вирішив проводити на площі, яка до того мала дурну славу завдяки борделям, масові святкування Нового року. Ідея влаштовувати феєрверки у щільно забудованому районі з великим скупченням глядачів виявилася невдалою, тому у 1906 році виникає ідея використати стару морську традицію сповіщення часу та встановити на даху хмарочоса Уан Таймс Сквер часову кулю, яка сигналізуватиме початок нового року. До старого концепту часокулі додали нову технологію, а саме електричну лампу, освітивши кулю. Перше падіння Кулі Таймс-Сквер на новий 1907 рік спостерігали 200 тисяч глядачів. З 1907 року до теперішнього часу ця традиція продовжується і є дуже популярною.

## Часові кулі у світі

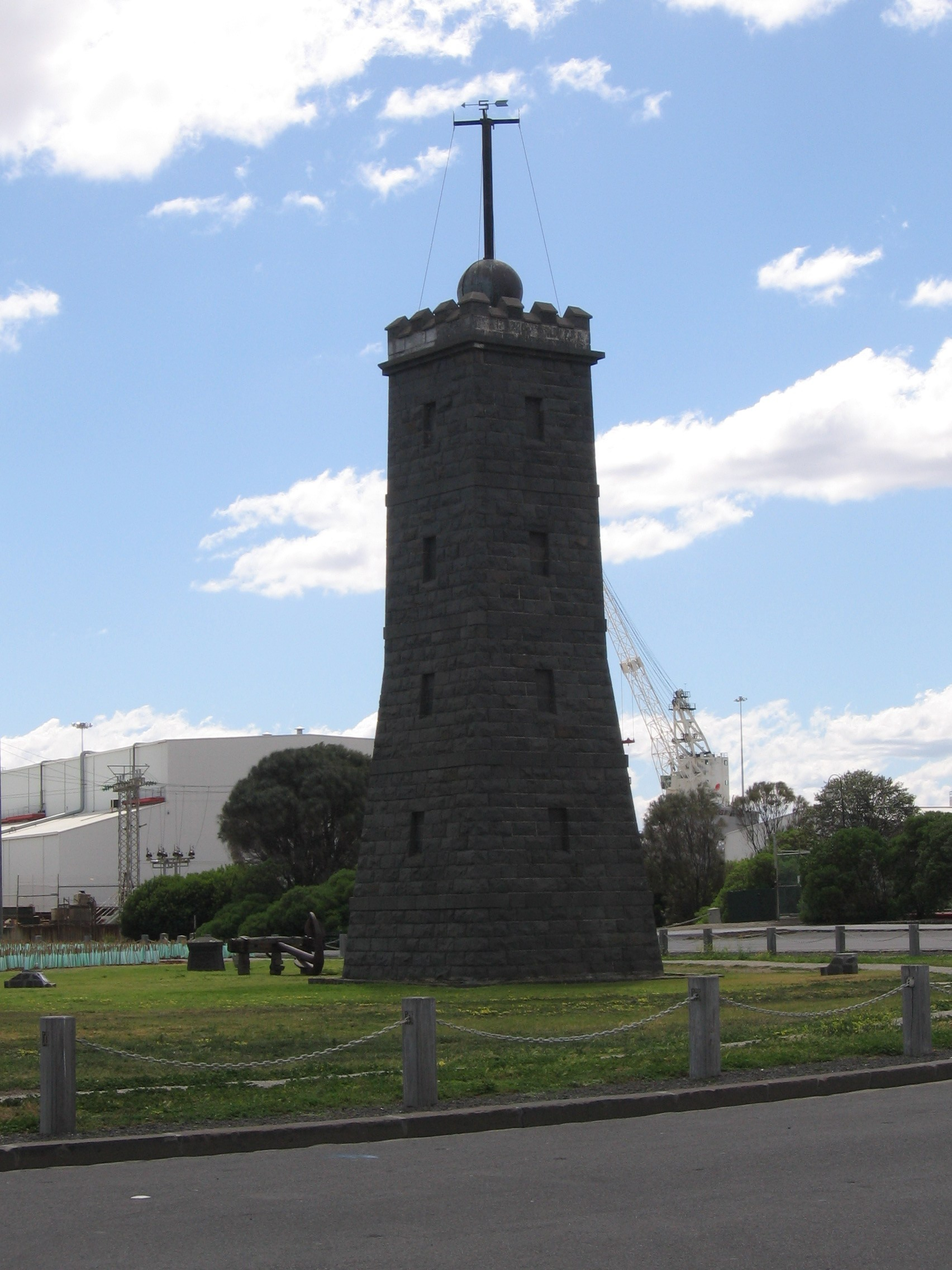
Часокульова вежа у Вільямстауні

### Австралія

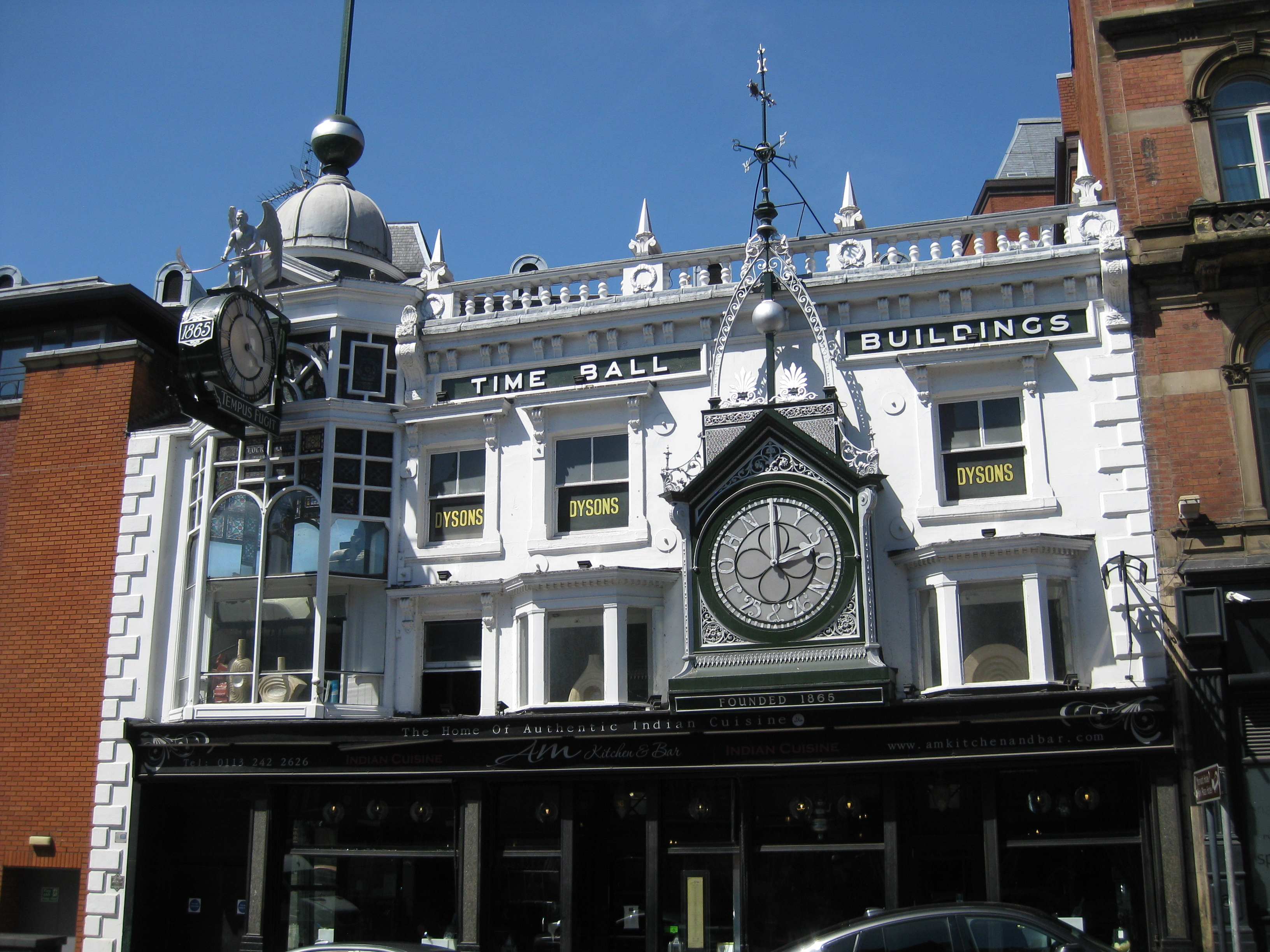
Часокульовий будинок у Лідсі

- Часокульова вежа у Вільямстауні[en] у штаті Вікторія
- Семафор (Південна Австралія)[en]
- Митний будинок у Ньюкастлі[en]
- Сіднейська обсерваторія[en][6]
- Фрімантл
- Старий вітряк[en] у Брисбені

### Велика Британія
- Часокульова вежа у Ділі[en]
- Гринвіцька обсерваторія
- Часокульовий будинок[en] у Лідсі
- Ґілдхол[en]
- Годинникова вежа[en] у Брайтоні[7]
- Монумент Нельсона[en] в Единбурзі[8]
- Будинок Праска (Прескот)[en]

### Іспанія
- Королевський інститут і Військово-морська обсерваторія (Іспанія)[en]
- Королевський будинок пошти (Мадрид)[en]

### Канада

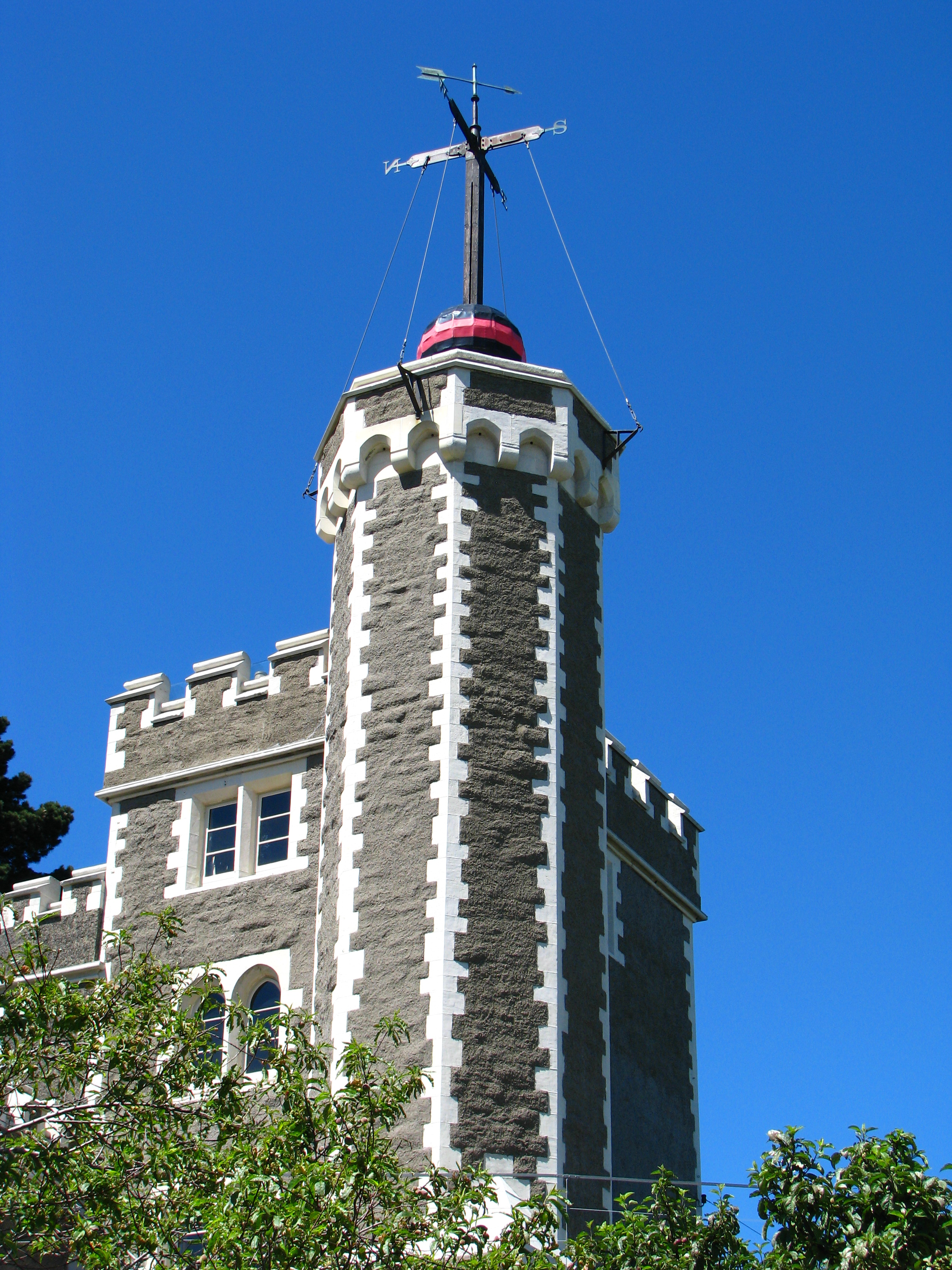
Часокульова станція у Літтелтоні

- Квебецька цитадель

### Нова Зеландія
- Порт Чамез (Нова Зеландія)[en]
- Часокульова станція[en] у Літтелтоні[9]
- Обсерваторія Домініона (Нова Зеландія)[en] у Веллінгтоні

### Південна Африка
- Набережна Вікторії та Альберта[en] у Кейптауні

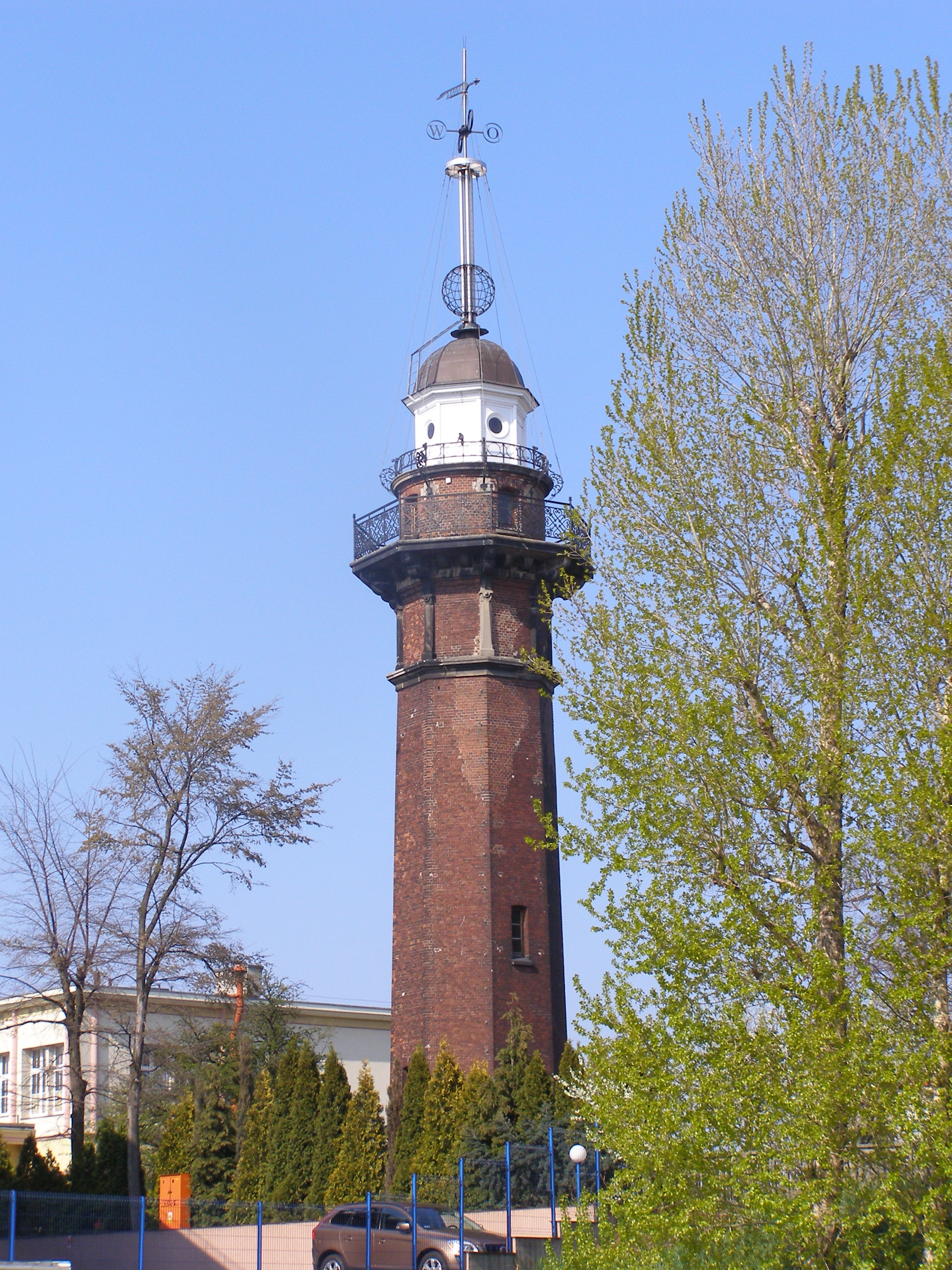
Маяк з часовою кулею у Гданську

### Польща
- Маяк у Новому порті Гданську[10]

### США
- Військово-морська обсерваторія США
- Меморіал "Титанік"[en] у Нью-Йорку
- Плімутський маяк[en] у Плімуті

### Чилі

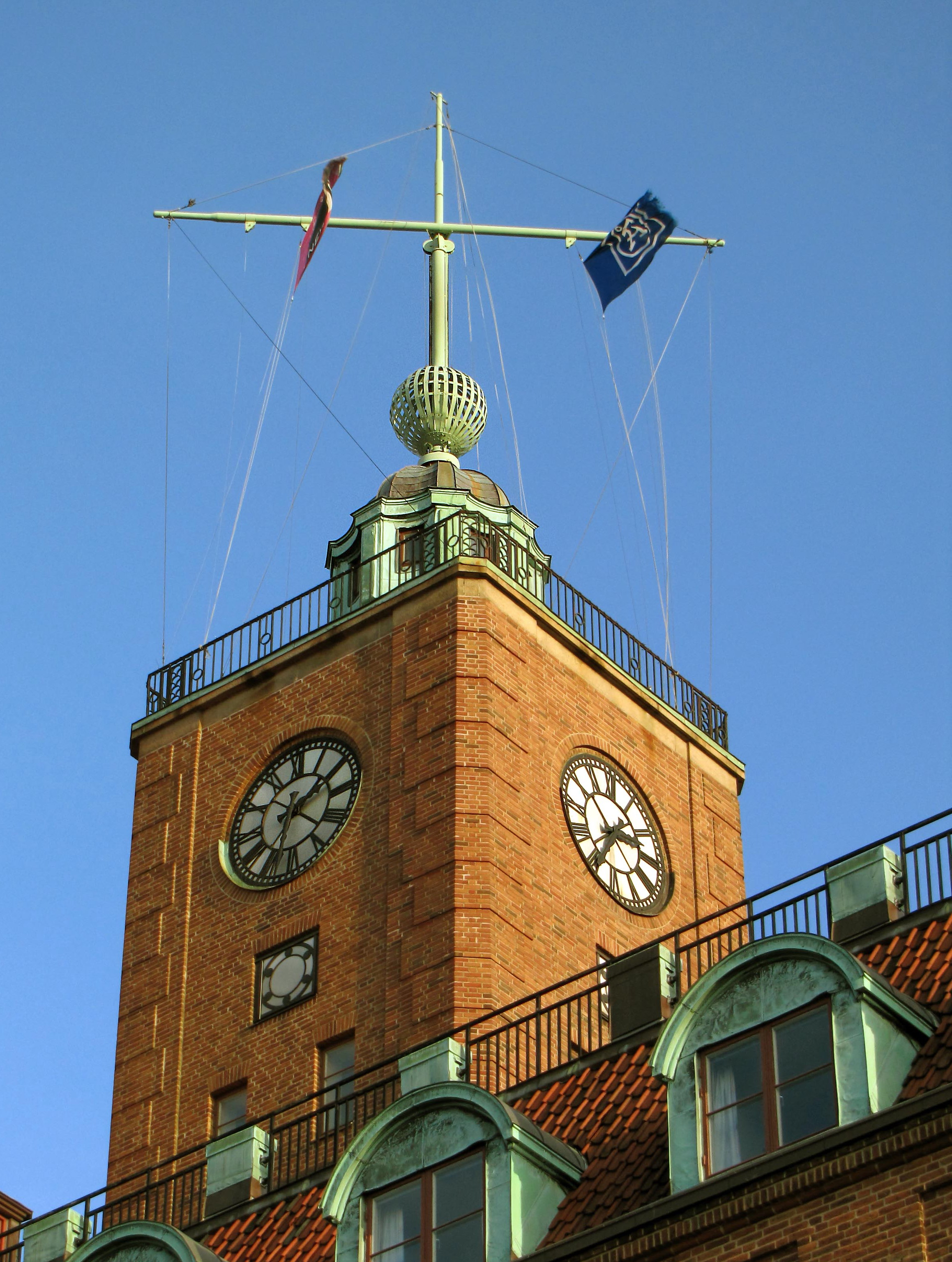
Часокуля у Гетеборзі

- Національний військово-морський музей[es] у Вальпараїсо

### Швеція
- Навігаційна школа[sv] у Гетеборзі
- Навігаційна школа[sv] у Стокгольмі